# August Gerhard Ferdinand Gropp
August Gerhard Ferdinand Gropp (* 24. August 1805 in Barrien (Hannover); † 28. März 1887 in Wittmund) war ein deutscher Jurist und Politiker.

## Leben
Als Sohn eines Rittmeisters geboren, ging Gropp auf das Gymnasium in Aurich. Im Anschluss studierte er Rechtswissenschaften in Göttingen und Heidelberg. Während seines Studiums wurde er 1824 Mitglied des Corps Frisia Göttingen und des Corps Guestphalia Heidelberg. Er erhielt Karzerstrafen wegen mehrerer Duelle.
1829 wurde er Auditor in Aurich, 1833 suppletorischer Amtsassessor, 1836 auch Garnisonsauditeur und 1841 Bürgermeister, sowie ab 1850 Amtsassessor in Leer. 1852 wurde er als Amtsgerichtsrat Amtsrichter. 1864 ging er nach Wittmund, und wurde 1869 Oberamtsrichter. 1879 ging er in den Ruhestand.
Politisch aktiv war er 1840 und 1847 Mitglied der Zweiten Kammer der Hannoverschen Ständeversammlung.